# Max von Fischel

Admiral Max von Fischel

Max Fischel, seit 1908 von Fischel (* 31. März 1850 in Koblenz; † 11. Mai 1929 in Kiel) war ein deutscher Admiral.

## Leben
Fischel war der Sohn des Justizrats Julius Fischel und trat am 15. April 1867 als Kadett in die Marine des Norddeutschen Bundes ein und absolvierte zunächst seine Grundausbildung auf der Segelfregatte Gefion. Zu Ausbildungszwecken kam er dann in der Folge auf die Segelfregatte Niobe, den Schoner Hela sowie die Glattdeckskorvette Medusa. In der Zwischenzeit hatte man Fischel zum Seekadetten ernannt und am 19. August 1871 zum Unterleutnant zur See befördert. Nachdem er vom 11. Oktober 1871 bis 22. Oktober 1872 die Marineschule besucht hatte, wurde er als Kompanieoffizier der I. Matrosen-Division zugeteilt. Für vier Monate gehörte er als Adjutant der Schiffsjungenabteilung an und versah bis 10. Oktober 1873 Dienst auf der Segelfregatte Niobe. Als Wachoffizier kam Fischel dann an Bord der Gedeckten Korvette Arcona und wurde hier am 16. Januar 1875 zum Leutnant zur See befördert.
Es folgte am 18. März 1876 seine Versetzung als Adjutant an die Kaiserliche Werft Danzig. Er wurde dann ab 7. Mai 1877 bis 30. September 1878 als Wachoffizier in der Folge auf dem Panzerschiff Deutschland, der Gedeckten Korvette Hertha sowie dem Kanonenboot Comet verwendet. An der Marineakademie und -schule (Kiel) absolvierte er anschließend den I. bis III. Coetus und wurde zwischen den Lehrgängen als Erster Offizier auf dem Torpedoboot Zieten eingesetzt sowie am 22. Juni 1879 zum Kapitänleutnant befördert. Dort war er von August 1880 bis Mitte Oktober 1880 in Vertretung für Kapitänleutnant Alfred Tirpitz Kommandant des Schiffes. Ab 1. Mai 1881 versetzte man Fischel als Torpedoreferent in den Stab der Marinestation der Ostsee und verwendete ihn zugleich auf dem Torpedoschulschiff Blücher zunächst als Erster Offizier, später als Kommandant. Es folgte vom 16. April 1884 bis 13. April 1886 seine Versetzung in gleicher Funktion an Bord der Gedeckten Korvette Elisabeth. Für siebzehn Monate fungierte er als Torpedodirektor an der Kaiserlichen Werft Kiel, wurde am 22. Juni 1886 Korvettenkapitän sowie zeitgleich Lehrer an der Marineakademie. Fischel war dann bis 31. März 1889 Kommandeur der I. Torpedo-Abteilung und vom 1. Mai bis 18. September 1888 zugleich Chef der Torpedobootsflottille.
Am 1. April 1889 versetzte man ihn in das Oberkommando der Marine und vom 10. November 1892 bis 16. Oktober 1893 fungierte er als Kommandant der Panzerkorvette Württemberg. Dort beförderte man ihn am 4. April 1893 zum Kapitän zur See und setzte Fischel vom 16. Oktober 1893 bis 20. September 1895 als Chef des Stabes im Stab des Manövergeschwaders ein. Am 20. Oktober 1895 folgte die Ernennung zum Vorstand der Militärischen Abteilung im Reichsmarineamt. Ab April 1899 war er bis 30. September 1900 Direktor des Allgemeinen Marinedepartements. In dieser Funktion war er zugleich vom 13. November 1899 bis 22. Oktober 1900 stellvertretender Bevollmächtigter zum Bundesrat und wurde am 18. Juli 1900 zum Konteradmiral befördert. Ab 1. Oktober 1900 fungierte Fischel als 2. Admiral des I. Geschwaders und kam vom 2. Oktober 1901 bis 30. Juni 1904 als Oberwerftdirektor ein weiteres Mal an die Kaiserliche Werft Kiel. Anschließend zur Verfügung des Chefs der Marinestation der Ostsee gestellt, ernannte man Vizeadmiral Fischel (seit 13. Juli 1904) am 1. Oktober 1904 zum Chef des II. Geschwaders.
In dieser Position wurde er am 17. September 1907 Admiral und als solcher kurze Zeit darauf vom 1. Oktober 1907 bis 11. Januar 1908 zur Allerhöchsten Verfügung gestellt. Fischel wurde dann Chef der Marinestation der Nordsee und in dieser Funktion war er vom 6. September bis 30. September 1909 mit der Wahrnehmung der Geschäfte des Chefs des Admiralstabes der Marine beauftragt. Kaiser Wilhelm II. hatte ihn am 15. Juni 1908 in den erblichen preußischen Adelsstand erhoben. Schließlich ist Fischel zum 1. Oktober 1909 zum Chef des Admiralstabes der Marine ernannt worden. Am 11. März 1911 wurde er zur Disposition und zugleich à la suite des Seeoffizierkorps gestellt.
Sein Sohn Hermann von Fischel avancierte während des Zweiten Weltkriegs ebenfalls zum Admiral.

Admiral Max von Fischel beauftragte 1905 den Architekten und Designer Richard Riemerschmid, der zu den markantesten Vertretern des Jugendstils in Deutschland zählte, mit dem Bau und der Innenausstattung seiner Villa im Niemannsweg 127 in Kiel-Düsternbrook. Max von Fischel liegt auf dem Kieler Nordfriedhof begraben.

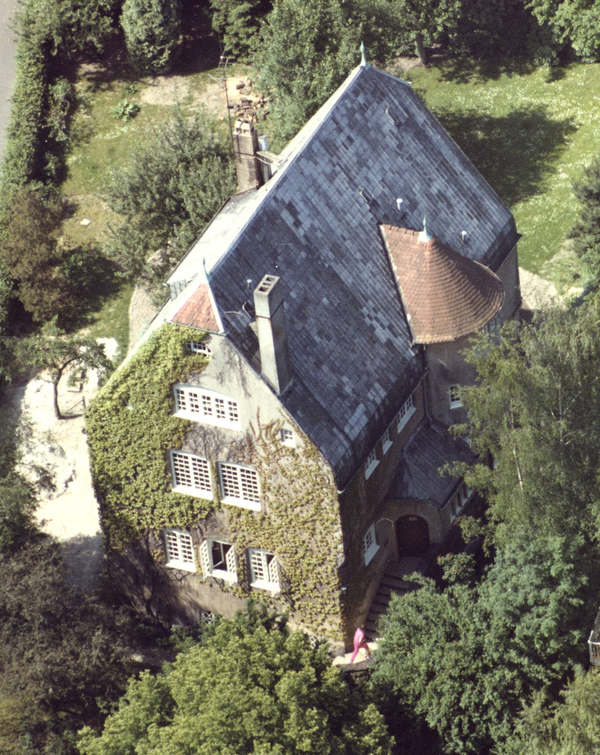
Richard Riemerschmids Villa Fischel im Kieler Niemannsweg
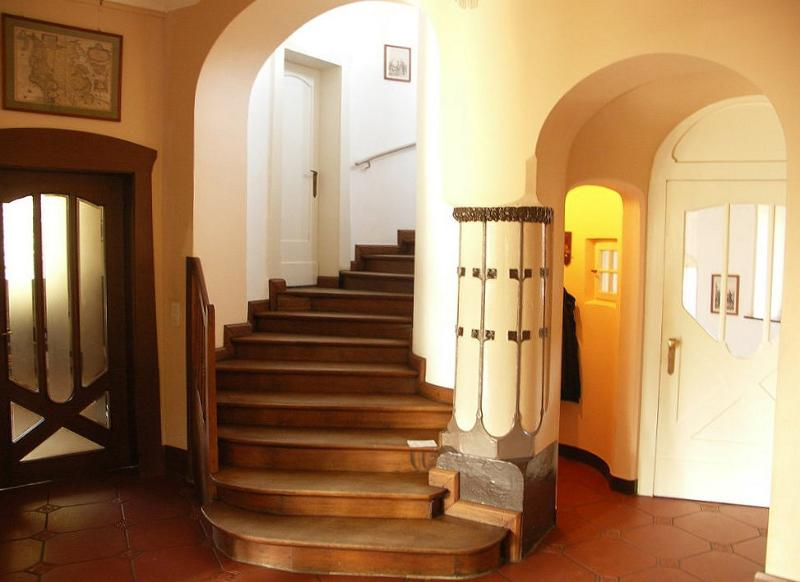
Villa Fischel in Kiel: Entrée und Wendelstein

## Ehrungen
- Großkreuz des Roten Adler-Ordens[3]
- Königlicher Kronen-Orden I. Klasse[3]
- Preußisches Dienstauszeichnungskreuz[3]
- Großkreuz des Ordens vom Zähringer Löwen[3]
- Komtur II. Klasse des Großherzoglich Hessischen Philippsordens[3]
- Ehrengroßkreuz des Oldenburgischen Haus- und Verdienstordens des Herzogs Peter Friedrich Ludwig[3]
- Komtur II. Klasse des Albrechts-Ordens[3]
- Komtur II. Klasse des Friedrichs-Ordens[3]